# Corregimiento de Santiago
La provincia de Santiago o corregimiento de Santiago fue una división territorial del Imperio español dentro de la capitanía general o reino de Chile. 
Fue creada debido a la fundación de la ciudad de Santiago de Nueva Extremadura (1540), ubicado a orillas del río Mapocho. Con la fundación de nuevas ciudades y villas su territorio fue disminuyendo. Territorialmente estaba delimitado por el este por cordillera de los Andes, por el oeste por la cordillera de la Costa y por el sur por el paso Angostura. Estaba a cargo de un corregidor, quién presidía el Cabildo de la ciudad.
En 1786, se convierte en el partido de Santiago, de la intendencia de Santiago.